# Кирлик, Андрей Яношевич
Андрей Яношевич Кирлик (укр. Андрій Яношевич Кирлик; род. 21 ноября 1974[…], Хмельницкий) — украинский футболист, полузащитник, протоиерей Украинской православной церкви, настоятель храма Одесской и Измаильской епархии.

## Биография
Андрей Кирлик родился 21 ноября 1974 года в Хмельницком. Он с раннего возраста увлекался спортом, а в семь лет решил записаться в футбольную секцию хмельницкого «Подолья». Когда выяснилось, что все группы юных футболистов уже укомплектованы, мальчик отдал предпочтение секции вольной борьбы. Этому виду спорта Кирлик посвятил два года и делал в нём успехи — стал бронзовым призёром чемпионата области в своей возрастной категории. Однако, по словам спортсмена, он при первой же возможности переключился на футбол.
Играл Андрей в хмельницком ДЮСШОР «Подолье» у тренера Аркадия Иосифовича Морговского сначала на левом фланге обороны, затем некоторое время был нападающим. Во взрослых командах он всегда выступал на позиции левого полузащитника.
В 2008 году Андрей Кирлик принял решение о завершении спортивной карьеры и в марте 2009 года принял духовный сан диакона. С сентября 2018 года — настоятель храма Одесской и Измаильской епархии, в сане протоиерея.

## Личная жизнь
С 18 лет женат на однокласснице Руслане, имеет четверо детей: дочерей Ульяну, Дарью и Ксению, сына Серафима.

## Спортивные достижения
- бронзовый призёр чемпионата Украины сезона 2005/06
- финалист Кубка Украины
- член клуба Александра Чижевского: 331 матч
- В списках лучших футболистов Украины[укр.] (2): 2003, 2004 — № 3 (левый полузащитник)